# تيسير كمي
التيسير الكَمي أو التسهيل الكمي (بالإنجليزية: Quantitative Easing)‏ ويُدعى اختصاراً QE، هو سياسة نقدية غير تقليدية (طباعة النقود)

تستخدمها البنوك المركزية لتنشيط الاقتصاد القومي عندما تصبح السياسة النقدية التقليدية غير فعالة. حيث يشتري البنك المركزي الأصول المالية لزيادة كمية الأموال المحددة مقدما في الاقتصاد. وتتميز هذه عن السياسة المعتادة أكثر لشراء أو بيع الأصول المالية بالحفاظ على معدلات الفائدة في السوق عند قيمة الهدف المحدد.
ينفذ البنك المركزي التسهيل الكمي من خلال شراء الأصول المالية من البنوك ومن شركات القطاع الخاص بالأموال الجديدة المنشأة إلكترونياً
.
ويزيد هذا الإجراء من الاحتياطيات الفائضة للبنوك، وكذلك يرفع أسعار الأصول المالية التي تم شرائها مما يُخفض من عائدتها.
وعادة ما تنطوي السياسة النقدية التوسعية على شراء البنك المركزي للسندات الحكومية قصيرة الأجل من أجل خفض معدلات فائدة السوق قصيرة الأجل (باستخدام مزيج من تسهيلات الإقراض الثابتة وعمليات السوق المفتوحة). ومع ذلك، فعندما تكون معدلات الفائدة قصيرة الأجل إما عند صفر أو قريبة منه، فإن السياسة النقدية العادية لا تكون قادرة على خفض معدلات الفائدة. ثم قد تستخدم السلطات النقدية التسهيل الكمي لزيادة تنشيط الاقتصاد بشراء أصول ذات فترات استحقاق أطول فحسب من السندات الحكومية قصيرة الأجل، وبالتالي تخفيض معدلات الفائدة ذات الأجل الأطول بالإضافة على منحنى العائد.
ويمكن استخدام التسهيل الكمي للمساعدة على ضمان ألا يقل التضخم عن الهدف. وتشمل المخاطر أن السياسة أكثر فعالية من المراد في العمل مقابل الانكماش الاقتصادي أو عدم فعاليتها بما فيه الكفاية (إذا لم تُقرض البنوك المال).

## العملية
في العادة، يُنفذ البنك المركزي السياسة النقدية برفع أو خفض معدل الفائدة المستهدف من أجل معدل الفائدة بين البنوك. وعموما، يُحقق البنك المركزي معدل الفائدة المستهدف في الأساس من خلال عمليات السوق المفتوحة، حيث يقوم البنك المركزي بشراء أو بيع السندات الحكومية قصيرة الأجل من البنوك والمؤسسات المالية الأخرى. وعندما يقوم البنك المركزي بصرف أو تحصيل هذه السندات، فإنه يُغيّر مبلغ من المال في الاقتصاد، في حين أنه في الوقت ذاته يؤثر على سعر (وبالتالي على العائد) السندات الحكومية قصيرة الأجل. وهذا بدوره يؤثر على معدلات الفائدة بين البنوك.
إذا كان معدل الفائدة الاسمية عند صفر أو قريب منه للغاية، فلا يُمكن للبنك المركزي أن يجعله أقل من ذلك. ويُمكن أن تحدث هذه الحالة، الذي يُسمى فخ السيولة، على سبيل المثال، خلال الانكماش الاقتصادي أو عندما يكون التضخم منخفض جدا. وفي هذه الحالة، فإن البنك المركزي قد يؤدي التسهيل الكمي بشراء كمية محددة مقدما من السندات أو الأصول الأخرى من المؤسسات المالية بصرف النظر عن معدل الفائدة. والهدف من هذه السياسة هو زيادة المعروض النقدي بدلا من خفض معدل الفائدة التي لا يُمكن أن تنخفض أكثر من ذلك. وغالبا يُعتبر ذلك «السبيل الوحيد الباقي» لتنشيط الاقتصاد.
ويُمكن فحسب تنفيذ التسهيل الكمي، والسياسة النقدية بشكل عام، إذا سيطر البنك المركزي على العملة المستخدمة. ولا يُمكن للبنوك المركزية في بلدان منطقة اليورو (دول الاتحاد الأوروبي)، على سبيل المثال، توسيع معروضها النقدي من جانب واحد، وبالتالي لا يُمكنها استخدام التسهيل الكمي. وعليها بدلا من ذلك الاعتماد على البنك المركزي الأوروبي ECB لضبط السياسة النقدية.

## التاريخ

### في اليابان
استخدم البنك المركزي المصطلح الياباني الأصلي لـ «التسهيل الكمي» للمرة الأولى في منشورات بنك اليابان. وقد أدعى بنك اليابان أن البنك المركزي اعتمد سياسة بهذا الاسم في 19 مارس 2001. ومع ذلك، فإن إعلان السياسة النقدية الرسمي لبنك اليابان لهذا التاريخ لم يستخدم هذا المصطلح (أو أي عبارة بها كلمة «كمي») في أيا من البيان الأصلي الياباني أو ترجمته باللغة الإنجليزية. وفي الواقع، قد أدعى بنك اليابان لسنوات، بما في ذلك أواخر شهر فبراير عام 2001، أن «التسهيل الكمي... ليس فعالا»، ورفض استخدامه من أجل السياسة النقدية. وشددت خطابات قيادة بنك اليابان في عام 2001 بشكل تدريجي، وبأثر رجعي، على الوضع الرسمي اللاحق لبنك اليابان بأن السياسة التي اعتمدها بنك اليابان في 19 مارس 2001 كانت في الواقع التسهيل الكمي. وأصبحت هذه وجهة النظر الرسمية المقررة، خصوصا بعد تعيّن توشيهيكو فوكوي محافظا للبنك المركزي في فبراير عام 2003. ولم يكن استخدام بنك اليابان هو أصل مصطلح «التسهيل الكمي» أو أصله الياباني (ryoteki kinyu kanwa). فقد كان يستخدم ناقدي بنك اليابان وسياسته النقدية هذا المصطلح منذ منتصف التسعينيات.
وكان بنك اليابان يستخدم التسهيل الكمي دون جدوى لمحاربة الانكماش الاقتصادي المحلي في بدايات الألفية الثالثة. وقد حافظ بنك اليابان على معدلات الفائدة قصيرة الأجل عند صفر أو ما يقرب منه منذ عام 1999. وبالتسهيل الكمي، أغرق البنوك التجارية بالسيولة الفائضة لتشجيع الإقراض الخاص، وترك لهم كميات كبيرة من الاحتياطيات الفائضة، وبالتالي لا خطر من حدوث نقص في السيولة. وحقق بنك اليابان ذلك بشراء سندات حكومية أكثر من اللازم لضبط معدل الفائدة عند صفر. واشترى أيضا أوراق مالية بضمان الأصول وأسهم ومدّ آجال عمليات شراء السند الإذني التجاري.
وقد تم نسب أول سجل مكتوب لعبارة ومفهوم «التسهيل الكمي» لعالم الاقتصاد الدكتور ريتشارد فيرنر أستاذ العمليات المصرفية الدولية في كلية الإدارة بجامعة ساوثهامبتون (بالمملكة المتحدة). وحاليا يعمل بمنصب كبير خبراء الاقتصاد في شركة جاردين فليمينج للأوراق المالية (آسيا) في طوكيو، وصاغ هذا التعبير في عام 1994 خلال العروض التقديمية لمستثمري المؤسسات في طوكيو. بل أيضا، من بين أمور أخرى، كان في عنوان مقال تم نشره في 2 سبتمبر 1995 في صحيفة نيهون كيزاي شينبون (نيكي). ووفقا لكاتبه، أنه استخدم هذا المصطلح من أجل اقتراح شكل جديد لسياسة تشجيع النقدية من قِبل البنك المركزي الذي لا يعتمد على تخفيض معدل الفائدة (الذي ادعى فيرنر في مقالته في نيكي أنه غير فعال)، ولا على وصف السياسة النقدية التقليدية لتوسيع المعروض النقدي (على سبيل المثال، من خلال «طباعة النقود»، أو توسيع مجموع النقود المتداولة مضاف إليها الاحتياطيات النقدية لدى البنك المركزي، أو توسيع احتياطيات البنك أو زيادة إيداع المجموع مثل م2 (السيولة المحلية الخاصة) – التي أدعى فيرنر أيضا أن جميعها غير فعالة). وبدلا من ذلك، قال فيرنر، أنه كان من الضروري والكافي لتحقيق الانتعاش الاقتصادي دعم «توليد الائتمان» من خلال عدد من التدابير. كما أنه اقترح أن يقوم البنك المركزي بالشراء المباشر للأصول المتعثرة من البنوك؛ والإقراض المباشر للشركات والحكومة؛ وشراء سند الإذن التجاري، والديون الأخرى، وأدوات حقوق الملكية من الشركات، والتوقف عن إصدار سندات حكومية لتمويل متطلبات اقتراض القطاع العام، بدلا من اقتراض الحكومة مباشرة من البنوك من خلال عقد قرض قياسي.

### بعد عام 2007
في الآونة الأخيرة، قد استخدمت الولايات المتحدة والمملكة المتحدة ومنطقة اليورو سياسات مماثلة خلال الأزمة المالية في الفترة 2007 - 2010. وكانت هذه البلدان تستخدم التسهيل الكمي في حين أن معدلات الفائدة الاسمية قصيرة الأجل الخالية من المخاطر تكون إما عند صفر أو قريبة منه. وفي الولايات المتحدة، يُعتبر معدل الفائدة هذا هو معدل الأموال الاتحادية (الفيدرالية). وفي المملكة المتحدة، يُعتبر معدل الفائدة البنكية الرسمي.
وخلال ذروة الأزمة المالية في عام 2008، في الولايات المتحدة، قام الاحتياطي الاتحادي (الفيدرالي) بالتوسع في ميزانيته العمومية بشكل كبير بإضافة أصول جديدة والتزامات جديدة بدون «تطهيرها» بالخصومات المقابلة. وفي الفترة نفسها، تستخدم أيضا المملكة المتحدة التسهيل الكمي كسلاح إضافي لسياستها النقدية من أجل تخفيف أزمتها المالية.
وقد استخدم البنك المركزي الأوروبي (ECB) عمليات إعادة تمويل طويلة الأجل لمدة 12 شهرا (وهذا شكل من التسهيل الكمي بدون الإشارة إليه بهذا الاسم) خلال عميلة توسيع الأصول التي يُمكن أن تستخدمها البنوك على أنها ضمان إضافي يُمكن أن يتم تقديمها إلى البنك المركزي الأوروبي (ECB) في مقابل اليورو. وقد أدت هذه العملية إلى أن السندات «تم إنشائها للبنك المركزي الأوروبي». ومن خلال المقارنة، كانت البنوك المركزية الأخرى مقيدة للغاية من حيث الضمانات، فهي تقبل: اعتاد بنك الاحتياطي الاتحادي (الفيدرالي) الأمريكي على قبول الخزانات في المقام الأول (في النصف الأول من عام 2009، اشترى تقريبا أي أوراق مالية آمنة نسبيا صادرة بالدولار)؛ وطبق بنك إنجلترا قرض كبير بضمان أوراق مالية.
وخلال برنامج التسهيل الكمي، اشترى بنك إنجلترا أوراق مالية مضمونة القيمة من المؤسسات المالية مع كمية أقل من الديون ذات نوعية ممتازة نسبيا أصدرتها الشركات الخاصة. إذاً يُمكن للبنوك وشركات التأمين وصناديق التقاعد استخدام الأموال التي قد تلقتها من أجل الإقراض أو حتى لشراء مزيد من السندات – التي كانت قد باعتها - من البنك. ويُمكن أيضا للبنك المركزي إقراض أموال جديدة للبنوك الخاصة أو شراء الأصول من البنوك في مقابل العملة. وذلك له تأثير كساد عائد من الفوائد على السندات الحكومية والاستثمارات المشابهة، مما يجعلها أرخص من أجل الأعمال لزيادة رأس المال. وتأثير جانبي آخر، سوف يحول المستثمرين إلى استثمارات أخرى، مثل: الأسهم، وزيادة أسعارها، وبالتالي تشجيع الاستهلاك. ويُمكن للتسهيل الكمي خفض أسعار معدل الفائدة بين البنوك بين عشية وضحاها، وبالتالي تشجيع البنوك على قرض المال لدفع فائدة أعلى. وجعل الهيئات أضعف من الناحية المالية.

## المبالغ
يحتفظ بنك الاحتياطي الاتحادي (الفيدرالي) الأمريكي بما بين 700 مليار دولار أمريكي و800 مليار دولار أمريكي من أذون الخزينة في ميزانيتها العمومية قبل فترة الركود الاقتصادي. وفي أواخر شهر نوفمبر عام 2008، بدأ بنك الاحتياطي الاتحادي (الفيدرالي) شراء 600 مليار دولار أمريكي في الأوراق المالية المدعومة برهن عقاري (MBS). وبحلول شهر مارس عام 2009، احتفظ بـ 1,75 ترليون دولار أمريكي من ديون البنك والأوراق المالية المدعومة برهن عقاري (MBS) وأذون الخزينة، ووصلت إلى ذروتها بقيمة 2,1 تريليون دولار أمريكي في شهر يونيو عام 2010. وتوقفت عمليات شراء المزيد حيث قد بدأ الاقتصاد في التحسن، لكنه استأنف في شهر أغسطس عام 2010 عندما قرر بنك الاحتياطي الاتحادي (الفيدرالي) أن الاقتصاد لم يكن ينمو بقوة. وبعد التوقف في شهر يونيو، بدأت الأرصدة في الانخفاض بشكل طبيعي كديون مستحقة وكان من المتوقع أن تنخفض إلى 1.7 تريليون دولار أمريكي بحلول عام 2012. وأصبح الهدف المعدل للبنك الاحتياطي الاتحادي (الفيدرالي) الحفاظ على الأرصدة على مستوى 2,054 دولار أمريكي. وللحفاظ على هذا المستوى، اشترى بنك الاحتياطي الاتحادي (الفيدرالي) 30 مليار دولار أمريكي في 2 – 10 سنوات أذون الخزينة شهريا. وفي شهر نوفمبر عام 2010، أعلن بنك الاحتياطي الاتحادي (الفيدرالي) الجولة الثانية من التسهيل الكمي، أو "QE2"، بشراء 600 مليار دولار أمريكي من أذون الخزينة بحلول نهاية الربع الثاني من عام 2011.
وقد اشترى بنك إنجلترا حوالي 165 مليار جنيه إسترليني من الأصول بحلول شهر سبتمبر عام 2009 وحوالي 175 مليار جنيه إسترليني من الأصول بحلول نهاية شهر أكتوبر عام 2010. وفي اجتماعه المنعقد في شهر نوفمبر عام 2010، صوتت لجنة السياسة النقدية (MPC) لزيادة إجمالي مشتريات الأصول إلى 200 مليار جنيه إسترليني. وقد تم الانتهاء من برنامج الشراء هذا. وكانت معظم الأصول التي تم شراؤها أوراق مالية حكومية تابعة للمملكة المتحدة (أوراق مالية مضمونة القيمة)، وكان البنك أيضا يشتري كميات أقل من أصول القطاع الخاص ذات النوعية الممتازة. وفي شهر ديسمبر عام 2010، طالب آدم بوسن، عضو لجنة السياسة النقدية، بتوسيع مقداره 50 مليار جنيه إسترليني من برنامج التسهيل الكمي الخاص بالبنك، في حين أن زميله أندرو سنتانس قد طالب بزيادة في معدلات الفائدة بسبب أن التضخم يجري فوق المعدل المستهدف البالغ 2 ٪. وفي شهر أكتوبر عام 2011، أعلن جورج أوزبورن، وزير المالية في بريطانيا، أن بنك إنجلترا قد يُجري جولة جديدة من تسهيل الائتمان، مما يهدف إلى مساعدة الشركات الصغيرة في عملية الاقتراض والذي يُمكن أن يبدأ تقريبا على الفور.
وأعلن البنك المركزي الأوروبي (ECB) أنه قد يُركز جهوده على شراء السندات ذات التغطية، وهو شكل من ديون الشركات والمشاريع. وأشار إلى أن الشراء المبدئي قد تصل قيمته إلى حوالي 60 مليار جنيه إسترليني في شهر مايو عام 2009.
وقام بنك اليابان (BOJ) بزيادة رصيد الحساب الحالي في البنك التجاري من 5 تريليون ين ياباني ليصل إلى 35 تريليون ين ياباني (حوالي 300 مليار دولار أمريكي) على مدى 4 سنوات ابتداء من شهر مارس عام 2001. وكذلك، ضاعف بنك اليابان (BOJ) ثلاثة مرات كمية سندات الحكومة اليابانية طويلة الأجل، ويُمكن الشراء على أساس شهري. وفي بدايات شهر أكتوبر عام 2010، أعلن بنك اليابان (BOJ) أنه سوف يدرس شراء 5 تريليون ين ياباني (60 مليار دولار أمريكي) في الأصول. وكانت هذه محاولة لضغط قيمة الين الياباني مقابل الدولار الأمريكي لتنشيط الاقتصاد المحلي بجعل صادراتها أرخص؛ ولكنها لم تنجح. وفي الرابع من شهر أغسطس عام 2011، أعلن البنك خطوة من جانب واحد لزيادة المبلغ من 40 تريليون ين ياباني (504 مليار دولار أمريكي) إلى إجمالي 50 تريليون ين ياباني (630 مليار دولار أمريكي).
الجولة الأولى (QE1) والثانية (QE2) والثالثة (QE3) من التسهيل الكمي
أصبح تعبير "QE2" «اسم موجود في كل مكان» في عام 2010، ويُستخدم عادة للإشارة إلى الجولة الثانية من التسهيل الكمي من جانب البنوك المركزية. وفيما مضى، كانت تتم تسمية الجولة السابقة من التسهيل الكمي QE2 QE1"". وبالمثل، تُشير "QE3" إلى مقترحات لجولة إضافية من التسهيل الكمي التالية لـ QE2.

## الفعالية
وفقا لصندوق النقد الدولي (IMF)، قد ساهمت سياسات التسهيل الكمي التي أجرتها البنوك المركزية في البلدان المتقدمة الكبرى منذ بداية الأزمة المالية في أواخر الألفية الثالثة في خفض المخاطر النظامية في أعقاب إفلاس بنك ليمان براذرز. وصرح صندوق النقد الدولي (IMF) أن السياسات ساهمت أيضا في التحسينات التي حدثت مؤخرا في ثقة السوق، وأدنى مستوى للركود الاقتصادي في مجموعة الدول الصناعية السبع الكبرى (G-7).
وقال الخبير الاقتصادي، مارتن فيلدشتاين، أن QE2 (الجولة الثانية من التسهيل الكمي) أدت إلى ارتفاع في سوق الأوراق المالية (البورصة) في النصف الثاني من عام 2010 مما بدوره ساهم في زيادة الاستهلاك والأداء القوي لاقتصاد الولايات المتحدة في أواخر عام 2010.

## المخاطر
قد يُسبب التسهيل الكمي ارتفاع معدلات التضخم أكثر مما هو مرغوب فيه إذا تمت المبالغة في تقدير المبلغ المطلوب للتسهيل ويتم إنشاء أموال أكثر من اللازم. ومن ناحية أخرى، يُمكن أن يفشل إذا كانت البنوك لا تزال مترددة في منح القروض إلى الشركات الصغيرة والأسر من أجل تحفيز الطلب. ويُمكن للتسهيل الكمي أن يُخفف بفعالية عملية تخفيض المديونية كما يخفض العائدات. ولكن في سياق الاقتصاد العالمي، قد تُساهم معدلات الفائدة المنخفضة في استمرار الأصول في الاقتصاديات الأخرى.
والزيادة في المعروض النقدي لها تأثير تضخمي (كما يتضح من الزيادة في المعدل السنوي للتضخم). وهناك ثغرة زمنية بين النمو النقدي والتضخم، ويُمكن بناء الضغوط التضخمية المرتبطة بالنمو النقدي من التسهيل الكمي قبل أن يعمل البنك المركزي على مواجهتها. ويتم تخفيف المخاطر التضخمية إذا كان اقتصاد النظام قد فاق نمو وتيرة زيادة المعروض النقدي من التسهيل. وإذا كان الإنتاج في اقتصاد ما يزداد بسبب زيادة المعروض النقدي، فإنه قد تزداد أيضا قيمة وحدة العملة، حتى ولو كان هناك مزيدا من العملات المتاحة. فعلى سبيل المثال، إذا كان اقتصاد دولة ما لتحفيز زيادة كبيرة في الإنتاج بمعدل على الأقل عالي بمستوى قيمة الديون المحولة إلى نقد، فسوف تتعادل الضغوط التضخمية. ولا يُمكن أن يحدث هذا إلا إذا كانت البنوك الأعضاء تُقرض بالفعل الأموال الفائضة بدلا من اكتناز النقود الإضافية. وخلال أوقات ارتفاع الناتج الاقتصادي، لدى البنك المركزي دائما خيار استعادة الاحتياطي مرة أخرى إلى أعلى المستويات من خلال رفع معدلات الفائدة أو وسائل أخرى، بفاعلية عكس خطوات التسهيل التي تم اتخاذها.
ومن ناحية أخرى، في الاقتصاديات، عندما يكون الطلب على النقود غير مرن للغاية فيما يتعلق بمعدلات الفائدة، أو معدلات الفائدة القريبة من صفر (الأعراض التي تتضمن فخ السيولة)، فإنه يُمكن تنفيذ التسهيل الكمي من أجل مواصلة تنشيط المعروض النقدي، وعلى افتراض أن الاقتصاد أدنى من القوى الكامنة (داخل حدود إمكانيات الإنتاج)، فإن التأثير التضخمي لا يكون موجود على الإطلاق، أو بنسبة أصغر بكثير.
وتميل زيادة المعروض النقدي نحو خفض قيمة سعر الصرف لبلد ما مقابل العملات الأخرى. وتنفع ميزة التسهيل الكمي هذه بطريقة مباشرة المصدرين المقيمين في البلد التي تؤدي التسهيل الكمي وأيضا المدينين الذين لهم ديون صادرة بهذه العملة، حيث أنه عندما تنخفض قيمة العملة تنخفض الديون. ومع ذلك، فإنها تضر بطريقة مباشرة الدائنين وحائزي العملة حيث أن القيمة الحقيقية لرصيدهم تنخفض. ويضر أيضا تخفيض قيمة العملة بطريقة مباشرة المستوردين حيث أن تكاليف البضائع المستوردة تتضخم بانخفاض قيمة العملة.
ويُمكن للبنوك أن تستخدم هذه الأموال الجديدة للاستثمار في الأسواق الناشئة والاقتصاديات القائمة على السلع الأساسية والسلع نفسها وفرص غير محلية بدلا من إقراض الشركات المحلية التي تواجه صعوبة في الحصول على القروض.

## المقارنة مع الصكوك الأخرى

### التسهيل الكمي
قد اقترح البروفيسور ويليم بويتر، من كلية لندن للاقتصاد، مصطلحات لتمييز التسهيل الكمي، أو توسع في الميزانية العمومية للبنك المركزي، مما يُسميه بـ التسهيل الكمي، أو عملية البنك المركزي مُضيفا أصول ذات مخاطر أعلى على ميزانيتها العمومية:
التسهيل الكمي هو زيادة في حجم الميزانية العمومية للبنك المركزي من خلال زيادة في الالتزامات النقدية (الأساس النقدي)، والاحتفاظ المستمر بتكوين أصوله. ويُمكن تعريف تكوين الأصول على أنه الأسهم النسبية للأدوات المالية المختلفة التي يحتفظ بها البنك المركزي في إجمالي قيمة أصوله. وهناك تعريف معادل تقريبا هو أن التسهيل الكمي هو زيادة في حجم الميزانية العمومية للبنك المركزي من خلال الزيادة في الالتزامات النقدية التي تحتفظ باستمرار بـ (متوسط) السيولة والمخاطرة بمحفظة أصوله.
التسهيل الكمي هو تحول في تكوين أصول البنك المركزي نحو أقل سيولة وأصول ذات مخاطر أعلى، والاحتفاظ المستمر بحجم الميزانية العمومية (ومعدل السياسة الرسمية وباقية قائمة الشكوك المعتادة). ويُمكن أن تكون السيولة الأقل والأصول الأكثر مخاطرة أوراق مالية خاصة وكذلك صكوك السيادة أو صكوك مضمونة بالسيادة. ويتم تضمين كافة أشكال المخاطر، بما في ذلك مخاطر الائتمان (خطر العجز عن السداد).

### تسهيل الائتمان
في مقدمة رد بنك الاحتياطي الفيدرالي على الأزمة المالية عامي 2008 – 2009، ميّز رئيس بنك الاحتياطي الفيدرالي، بن برنانكي، بين البرنامج الجديد الذي سماه «تسهيل الائتمان» والتسهيل الكمي من الطراز الياباني. في كلمته، وأعلن قائلا:
إن نهجنا – الذي يُمكن وصفه بأنه «تسهيل الائتمان» – يُماثل التسهيل الكمي، في نقطة واحدة: تتضمن توسيع الميزانية العمومية للبنك المركزي. ومع ذلك، في نظام التسهيل الكمي المجرد، يكون تركيز السياسة على كمية احتياطيات البنك التي هي التزامات البنك المركزي؛ ويكون تكوين القروض والأوراق المالية على جانب الأصول من الميزانية العمومية للبنك المركزي عرضي. وفي الواقع، على الرغم من أن نهج سياسة بنك اليابان خلال فترة التسهيل الكمي كانت متعددة الأوجه للغاية، وتم قياس الموقف العام لسياسته في المقام الأول من حيث المستوى المستهدف لاحتياطيات البنك. وفي المقابل، يُركز نهج تسهيل الائتمان لبنك الاحتياطي الاتحادي (الفيدرالي) على مزيج من القروض والأوراق المالية التي يحتفظ بها وعلى كيفية تكوين هذه الأصول التي تؤثر على شروط الائتمان للأسر والشركات.
ويشمل تسهيل الائتمان على زيادة المعروض النقدي بعدم شراء السندات الحكومية، ولكن بشراء أصول القطاع الخاص مثل سندات الشركات والأوراق المالية المدعومة برهن عقاري سكني. وعند إجراء تسهيل الائتمان، يقوم بنك الاحتياطي الاتحادي (الفيدرالي) بزيادة المعروض النقدي بعدم شراء الديون الحكومية، ولكن بشراء أصول القطاع الخاص بما في ذلك الأوراق المالية المدعومة برهن عقاري سكني. وفي عام 2010، اشترى بنك الاحتياطي الاتحادي (الفيدرالي) 1,25 تريليون دولار أمريكي من الأوراق المالية المدعومة برهن عقاري (MBS) من أجل دعم سوق الرهن العقاري الراكد. وزادت هذه المشتريات من الأساس النقدي بطريقة مشابهة لشراء الأوراق المالية الحكومية.

### طباعة النقود
قد أطلق بعض أعضاء وسائل الإعلام والبنوك المركزية والمحللون الماليون على التسهيل الكمي مصطلح «طباعة النقود». ومع ذلك، أعلنت البنوك المركزية أن استخدام الأموال التي تمت طباعتها حديثا مُختلف في التسهيل الكمي. حيث أنه في التسهيل الكمي، يتم استخدام الأموال التي تمت طباعتها حديثا لشراء السندات الحكومية أو أصول مالية أخرى، في حين أن مصطلح «طباعة النقود» عادة ما يعني أن يتم استخدام النقود المسكوكة حديثا لتمويل مباشر للعجز المالي الحكومي أو سداد الديون الحكومية (والتي تُعرف أيضا باسم «تسييل الدين الحكومي»).
ويحظر على البنوك المركزية في معظم الدول المتقدمة (مثل، المملكة المتحدة والولايات المتحدة واليابان والاتحاد الأوروبي)، بالقانون، شراء الديون الحكومية بطريقة مباشرة من الحكومة، ويجب بدلا من ذلك شرائها من السوق الثانوية. وهذه عملية ذات خطوتين، حيث تبيع الحكومة سندات لهيئات القطاع الخاص ثم يشتريها البنك المركزي، وقد أطلق عليها العديد من المحللين مصطلح «تنقيد الديون». والسمة الفارقة بين التسهيل الكمي وتنقيد الديون هي أنه مع التسهيل الكمي، يطبع البنك المركزي النقود لتنشيط الاقتصاد، وليس لتمويل الإنفاق الحكومي. وأيضا، قد أعلن البنك المركزي أن لديه النية لعكس التسهيل الكمي عندما يتعافى الاقتصاد (عن طريق بيع سندات حكومية وغيرها من الأصول المالية مرة أخرى في السوق). والطريقة الفعالة الوحيدة لتحديد ما إذا كان البنك المركزي قد قام بتنقيد الديون هي مقارنة أدائه النسبي بأهدافه المعلنة. وقد اعتمدت العديد من البنوك المركزية التضخم المستهدف. ومن المحتمل أن يقوم البنك المركزي بتنقيد الديون إذا استمر في شراء السندات الحكومية عندما يكون التضخم فوق المعدل المستهدف، ولدى الحكومة مشاكل مع التمويل بالاقتراض.
وأشار بن برنانكي في عام 2002 إلى أن حكومة الولايات المتحدة لديها تقنية تُسمى المطبعة، أو ما يعادلها اليكترونيا اليوم، بحيث إذا وصلت المعدلات عند صفر، وكان هناك تهديد بالانكماش الاقتصادي، فعلى الحكومة أن تتصرف دائما لضمان منع هذا الانكماش الاقتصادي. وقال، مع ذلك، فإن الحكومة لن تطبع نقود وتوزعها «طوعا أو كرها» لكنها بدلا من ذلك سوف تُركز جهودها على مجالات معينة (على سبيل المثال، شراء سندات دين وكالة اتحادية (فيدرالية) وأوراق مالية مدعومة برهن عقاري). وأظهر هذا الخطاب أن برنانكي كان على استعداد بالفعل لمنع الانكماش الاقتصادي والتعامل مع مشكلة معدلات الفائدة التي عند صفر والالتزام بطباعة النقود أو ما يعادلها اليكترونيا. وأدى هذا الخطاب إلى أن يطلق النقاد على برنانكي لقب «هليكوبتر بن». وقد أشارت بنوك مركزية أخرى وخبراء اقتصاد إلى «طبع النقود» في حين مناقشة السياسة النقدية خلال التسهيل الكمي.
وقال ريتشارد دبليو فيشر، رئيس بنك الاحتياطي الاتحادي (الفيدرالي) في دالاس، أن الولايات المتحدة تقوم بتنقيد الديون من خلال التسهيل الكمي، مُشيرا إلى 600 مليار دولار أمريكي إضافية تم إنشائها للجولة الثانية من التسهيل الكمي (QE2)، «وبالنسبة للأشهر الثمانية المقبلة، فإن البنك المركزي للأمة سوف يقوم بتنقيد الدين الاتحادي (الفيدرالي)».
ووفقا لما قاله لخبير الاقتصاد روبرت ماكتيير، الرئيس السابق للبنك الاحتياطي الاتحادي (الفيدرالي) في دالاس، لا بأس من طباعة النقود خلال فترة الركود الاقتصادي، ويختلف التسهيل الكمي عن السياسة النقدية التقليدية «فقط في حجمها والإعلان المُسبق للمبلغ والاستحقاقات».

## تعديل هيكل الدين المستحق
بُناء على أبحاث إعادة تقييم فعالية إجراء لجنة السوق المفتوحة الفيدرالية (FOMC) الأمريكية في عام 1961 المعرف باسم عملية تويست، لقد افترضت مجلة ذا إيكونومست أن إعادة هيكلة مماثلة لتوريد أنواع مختلفة من الديون سوف يكون له تأثير مماثل لتأثير التسهيل الكمي. وسوف يسمح هذا الإجراء للوزارات المالية (على سبيل المثال، وزارة المالية الأمريكية) بدور في عملية محفوظة الآن بالنسبة للبنوك المركزية.